# Трудна, као
Трудна, као (енгл. Kinda Pregnant) америчка је филмска комедија из 2025. Режију потписује Тајлер Спиндел, по сценарију Џули Пајве и Ејми Шумер, која такође предводи глумачку поставу. Филм је 5. фебруара 2025. приказао Netflix.

## Радња
Када јој пропадне план да се скраси и оснује породицу, Лејни стави лажни труднички стомак, каже једну лаж и случајно се заљуби у мушкарца из својих снова.

## Улоге
| Глумац              | Улога        |
| ------------------- | ------------ |
| Ејми Шумер          | Лејни Њутон  |
| Вил Форте           | Џош Луис     |
| Џилијан Бел         | Кејт         |
| Бријан Хауи         | Меган Тејлор |
| Лизи Бродвеј        | Ширли        |
| Урзила Карлсон      | Фалон        |
| Крис Гир            | Стив         |
| Дејмон Вејанс Млађи | Дејв         |
| Алекс Мофат         | Рон          |
| Џоел Дејвид Мур     | Марк         |